# Bernáth Zsigmond
Bernáth Zsigmond (bernátfalvai és sztrippai) (Mándok, 1790. október 30. – Tarnóc, 1882. január 28.) Ung vármegye főispánja, többször követe és országgyűlési képviselője.

## Élete
Bernáth Zsigmond alispán és országgyűlési követ fia volt. A gimnáziumot és bölcseletet Kassán, a jogot Pesten és Bécsben hallgatta s végre Sárospatakon a híres Kövy Sándor alatt fejezte be. Az 1811. országgyűlésen jelen volt a távollevők követei sorában. Ezután Pesten Vay József hétszemélynök mellett mint királyi táblai jegyző (jurátus) működött; végre 1812-ben ügyvédi cenzúrát tett, bereg megyei kis birtokára vonult és a gazdaságnak élt. 1816-ban Ung megyében főszolgabírónak választották és 1825-ben követül küldték a pozsonyi országgyűlésre, hol az ellenzék soraiban működött. Ugyanezen minőségben szerepelt az 1830. országgyűlésen, s ekkor több közérdekű törvénycikk szerkesztése az ő tollából folyt. Jelen volt az 1833–1836. országgyűlésen is, mely alkalommal Kölcsey Ferenccel együtt kerületi jegyzőnek választották, több országgyűlési fölirat fogalmazásával s az úrbéri törvénycikkek szerkesztésével bízták meg. Az 1839–1840. országgyűlésen ismét ott találjuk a követi táblánál. Az 1847–1848. utolsó pozsonyi országgyűlésre Ung megye rendei szintén megválasztották. Az új rendszer következtében Ung megye főispánjává neveztetett ki, de a pesti nemzetgyűlésen a főrendi táblánál nem foglalta el helyét; a magyarországi s erdélyi reformátusok értekezletében 1848-ban azonban tevékeny részt vett. A bekövetkezett zivataros időben teljes visszavonultságban élt és falusi birtokán gazdálkodással foglalkozott. 1861-ben Ung megye nagykaposi kerülete megválasztotta képviselőül. Az 1865–1868. országgyűlés korelnökéül választotta.

## Munkái
Beszédei az országgyűlési Naplókban és a politikai lapokban jelentek meg. 1861. beszéde külön is megjelent. (Pest, 1861. gr. Batthyány István és Jámbor Páléival együtt).
Arcképe Prinzhofer által 1848-ban kőre rajzolva és Rauch J. által nyomtatva Bécsben jelent meg.